# デ・トマソ・ヴァレルンガ
ヴァレルンガ（Vallelunga ）はイタリアの自動車メーカー・デ・トマソが1964年から1968年まで少数生産したミッドシップ2座席スポーツカーである。ミッドシップの市販車としてはフランスのルネ・ボネ・ジェットに次ぐもので、デ・トマソ初の市販モデルである。

## 概要
プロトタイプはカロッツェリア・フィッソーレ作のロードスターで、1964年のトリノ自動車ショーで公開された。車名はヴァレルンガ・サーキットから命名された。デ・トマソのオーナーであるアレハンドロ・デ・トマソはこの当時はフォーミュラマシンの車台製作を本業としており、製造権をフォードなどの自動車メーカーに売り込む計画であったが買い手が付かず、結局カロッツェリア・ギアに製造を依頼し、自社ブランドで市販化することとなった。市販に際し車体はプロトタイプのロードスターから2ドアクーペに改められた。

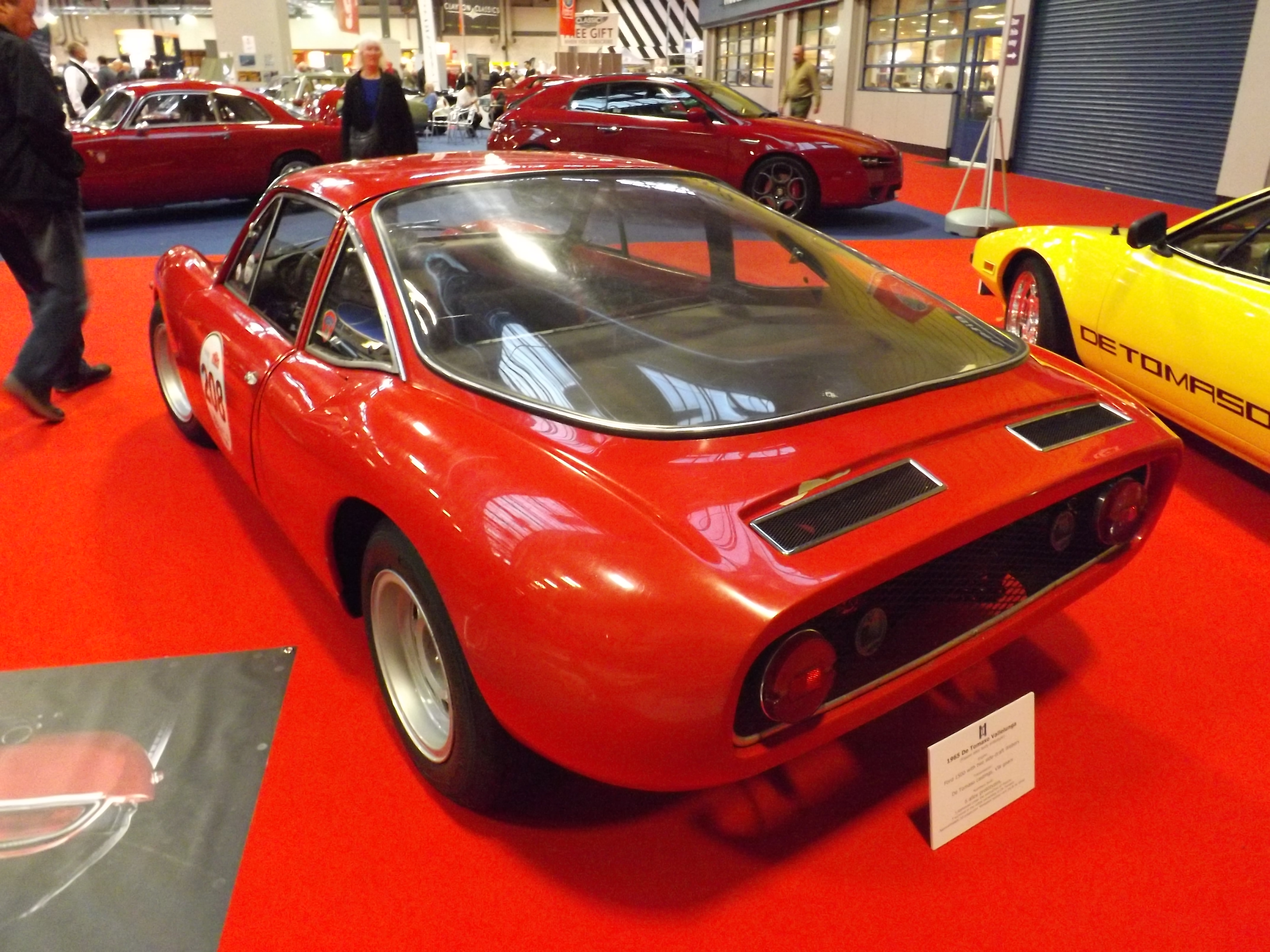
市販車初のリア・ミッドシップ車

エンジンは英国製フォード・コーティナなどに用いられていた水冷直列4気筒の通称「ケント・ユニット」排気量1,498ccを102馬力/6,000rpmにチューンしたもので、デフと一体化したギアボックスはフォルクスワーゲン製、内部のギアはヒューランド製、ポルシェ・550等と同様裏返しにて搭載される。シャシーはスチール製のバックボーンフレームと鋼管製のサブフレームが組み合わされ、バックボーンフレームの中に燃料タンクが置かれた。サスペンションは前ダブルウイッシュボーン。後ダブルトレーリングアームの独立であった。FRP製の車体と軽量穴の開けられたアルミ製部品の使用により重量は640kgと軽く、ブレーキも4輪ディスクブレーキで、本格的なレーシングカー譲りの技術が随所に用いられていたが、シャシーの強度不足と駆動系の振動という問題があったとも指摘されている。
デ・トマソがフォードV8エンジン搭載のマングスタを1967年に登場させてそちらを主力車種としたこともあって、生産台数は僅か53台に終わった。マングスタのシャシーはヴァレルンガのものを改良・強化して用いている。
生産台数が少ないことによる希少価値、最初期のミッドシップレイアウトの市販車という歴史的意義、高度なシャシー設計、均整の取れたスタイルからヒストリックカーとしての人気が高く、日本にも1980年代ころより上陸している。

## 居住性の問題
ヴァレルンガのエンジンは、辛口に設定されたバルブタイミングや排気量に比してベンチュリー口径の大きなキャブレターが選択されピークパワー重視のセッティングになっているため中低回転域でのマナーは洗練されておらず、ゴー＆ストップの多い公道走行ではいわゆる吹き返し現象が起きてしまい、ガソリンの混じった混合気を放出する。しかしヴァレルンガのリア隔壁（キャビンとエンジンルームを隔てる壁）の気密性は皆無に等しく、キャビンは吹き返しのガソリン臭で満たされてしまう。